# Little Walter
Little Walter, egentligen Marion Walter Jacobs, född 1 maj 1930 i Marksville i Louisiana, död 15 februari 1968 i Chicago i Illinois, var en amerikansk bluesmunspelare. Några av hans mest kända låtar är Juke (1952), Sad Hours (1952), Blues with a Feeling (1953), You're So Fine (1954) och My Babe (1955). 2008 blev han invald i Rock and Roll Hall of Fame i sidemankategorin. Den enda munspelaren att bli invald. Han blev också invald i Blues Hall of Fame under första intagningsåret 1980.